# 竹ノ子平
竹ノ子平（たけのこたい）は、岩手県八幡平市と秋田県鹿角市との境界にある山である。

## 概要
標高789.9m。八森から南へ伸びる稜線は、鳥谷沢頭、高毛戸、角麓平、竹ノ子平を通り、呱子森を経て八幡平へと続く。竹ノ子平付近では、東側の米代川源流の1つである兄川、西側の熊沢川の支流、水沢に挟まれた尾根となり、南に下った寒背（さむのせ）が2つの川筋を結ぶ峠である。地質学的には兄川断層から西へ新第三系中新統の堆積岩層を構成するが、頂上付近には新第三紀後期の火山岩がある。寒背から南側の稜線は八幡平の噴出物に覆われている。

## 近くの山
- 角麓平
- 高毛戸